# Унгурени (Унгурени)
Унгурени (рум. Ungureni) насеље је у Румунији у округу Бакау у општини Унгурени. Oпштина се налази на надморској висини од 225 m.

## Становништво
Према подацима из 2002. године у насељу је живело 850 становника, од којих су сви румунске националности.